# Ekkehard Zerbst
Ekkehard W. Zerbst (* 19. Januar 1926 in Insterburg, Ostpreußen; † 2009) war ein deutscher Physiologe und Hochschullehrer, der unter dem Pseudonym Jocubs auch Lyrik veröffentlichte.

## Leben
Ekkehard Zerbst, Sohn des Studienrats Erich Zerbst und seiner Ehefrau Lucie, geb. Padags, studierte ab 1950 Humanmedizin an der Freien Universität Berlin und promovierte im Dezember 1956 bei Max-Heinrich Fischer (1892–1971) mit dem Thema Absterbeerscheinungen neutrophiler Granulozyten in vitro zum Dr. med. Nach einer praktischen Tätigkeit als Arzt wurde er 1958 wissenschaftlicher Assistent am Physiologischen Institut der FU Berlin. Dort war er 1961 an der Produktion des Wissenschaftsfilms Die Blutzellen im Vitalpräparat beteiligt. Im Jahr 1966 habilitierte er sich mit einer Arbeit Zur Auswertung biologischer Anpassungsvorgänge mit Hilfe der Fließgleichgewichtstheorie und erlangte die Lehrbefugnis im Fach Physiologie, woraufhin er 1968 zum Diätendozent sowie 1969 zum wissenschaftlichen Rat und Professor ernannt wurde. Seit 1970 war Zerbst Leiter der Abteilung für angewandte Biophysik und biomedizinische Technik und Professor am Institut für Physiologie, dessen geschäftsführender Direktor er von 1971 bis 1975 und 1979 war, unterbrochen durch eine Tätigkeit als stellvertretender Direktor. Nach anderer Angabe leitete er das Institut von 1971 bis 1973, von 1976 bis 1978 und von 1980 bis 1983. Ekkehard Zerbst trat 1988 in den Ruhestand und widmete sich fortan dem Studium der Germanistik und Literaturwissenschaft. Für seine Lyrik zeichnete ihn die Stadt Cuxhaven bereits 1986 mit dem Joachim-Ringelnatz-Preis aus. Es folgten 1990 und 2007 die Veröffentlichungen zweier Gedichtbände.
Seine Forschungsschwerpunkte umfassten die angewandte Biophysik („Analyse von thermischen und sinnesphysiologischen Adaptionsprozessen mit Hilfe der Theorie des Fließgleichgewichts und der Thermodynamik offener Systeme“), die biomedizinische Technik von Nervenschrittmacher-Systemen und die Bionik, zu der er ein Studienbuch verfasste, das 1987 im B. G. Teubner Verlag erschien. Er publizierte im Laufe seines Lebens über 140 Aufsätze in nationalen und internationalen Fachzeitschriften und war Mitglied der New York Academy of Sciences und der International Society for Artificial Organs. Darüber hinaus war er Erfinder von „Neuronen- und Receptoranalog“ rückgekoppelten Nervenschrittmacher-Systemen sowie Inhaber zahlreicher Patente und Gebrauchsmuster. Der deutsch-chilenische Mediziner Claus Behn, Professor an der Universidad de Chile, zählt ihn zu seinen wissenschaftlichen Vorbildern.
Zerbst, evangelischer Konfession und Vater zweier Töchter aus einer 1951 geschlossenen Ehe, heiratete 1970 in zweiter Ehe Irene Zerbst-Boroffka (* 1938), Zoologin und ab 1975 Professorin am Institut für Tierphysiologie der FU Berlin, mit der er eine Tochter und einen Sohn hatte.

## Schriften (Auswahl)
- mit Karl-Heinz Dittberner: Analyse der Informationsaufnahme und -verarbeitung durch biologische Rezeptoren (= Fortschritte der experimentellen und theoretischen Biophysik. Band 17). VEB Georg Thieme, Leipzig 1973 (mit einem Vorwort von Ludwig von Bertalanffy).
- Bionik. Biologische Funktionsprinzipien und ihre technischen Anwendungen (= Teubner Studienbücher der Biologie). Teubner, Stuttgart 1987, ISBN 3-519-03607-X.
- mit Hans Sauer: Kybernetik und Bionik. Erfindungsmethoden mit Zukunft. In: Deutsche Aktionsgemeinschaft Bildung-Erfindung-Innovation (Hrsg.): DABEI-Handbuch für Erfinder und Unternehmer. Von der Idee zum Produkt und zur Vollbeschäftigung. VDI-Verlag, Düsseldorf 1987, ISBN 3-18-400779-0, S. 55–75.
- Ich meine Dich. Gedichte. Berliner Handpresse, Berlin 1990.
- (Hrsg.): Begegnungen mit Agnes Miegel, 1902–1907; ihre Erwähnung in Briefen des ostpreußischen Lyrikers Walther Heymann. Selbstverlag, Berlin-Dahlem 1993.
- (Hrsg.):  Walther Heymann. Briefe. 2. Dezember 1901 bis 20. August 1914. Selbstverlag, Berlin-Dahlem 1994.
- mit Joachim Hensel (Hrsg.): Medizin in und aus Ostpreußen. Nachdrucke aus den Rundbriefen der „Ostpreussischen Arztfamilie“ 1945–1995. Jägerhuber, Starnberg 1996, ISBN 3-00-000492-0.
- Fänger jährlichen Regens. Gedichte. Auslesen-Verlag, Kreuzau 2007, ISBN 978-3-939487-01-2.